# Edukacja w Suwałkach
W Suwałkach funkcjonuje dziewięć przedszkoli, dziewięć szkół podstawowych (w tym dwie w zespołach szkół). W mieście istnieje 10 zespołów szkół średnich, a także jedno liceum ogólnokształcące działające oddzielnie.

## Przedszkola
- Przedszkole nr 1 w Suwałkach – ul. Raczkowska 41
- Przedszkole nr 2 w Suwałkach – ul. Waryńskiego 29
- Przedszkole nr 3 w Suwałkach – ul. Korczaka 4 A
- Przedszkole nr 4 z Oddziałem Integracyjnym w Suwałkach – ul. Skłodowskieiej 7
- Przedszkole nr 5 z Oddziałem Integracyjnym w Suwałkach – ul. Witosa 4
- Przedszkole nr 6 w Suwałkach – ul. Kowalskiego 19
- Przedszkole nr 7 w Suwałkach – ul. Andersa 10
- Przedszkole nr 8 z Oddziałami Integracyjnymi w Suwałkach – ul. Putry 4B
- Przedszkole nr 10 im. Marii Konopnickiej w Suwałkach – ul. Nowomiejska 18

## Szkoły Podstawowe
- Szkoła Podstawowa nr 2 im. Aleksandry Piłsudskiej w Suwałkach – ul. Kościuszki 126
- Szkoła Podstawowa nr 4 im. Ks. Kazimierza Aleksandra Hamerszmita w Suwałkach – ul. Wojska Polskiego 13
- Szkoła Podstawowa nr 5 im. Alfreda Wierusz-Kowalskiego w Suwałkach – ul. Klonowa 51
- Szkoła Podstawowa nr 6 im. Aleksandry Kujałowicz w Suwałkach – ul. Sejneńska 12
- Szkoła Podstawowa nr 7 w Suwałkach – ul. Minkiewicza 50
- Szkoła Podstawowa nr 9 im. Włodzimierza Puchalskiego w Suwałkach – ul. ks. Hamerszmita 11
- Szkoła Podstawowa nr 10 z Oddziałami Integracyjny Szkoła Podstawowa im. Olimpijczyków Polskich w Suwałkach – ul. Antoniewicza 5
- Szkoła Podstawowa nr 11 z Oddziałami Integracyjnymi w Suwałkach – ul. Szpitalna 66
- Niepubliczna Szkoła Podstawowa w Suwałkach – ul. Młynarskiego 2

## Szkoły ponadpodstawowe

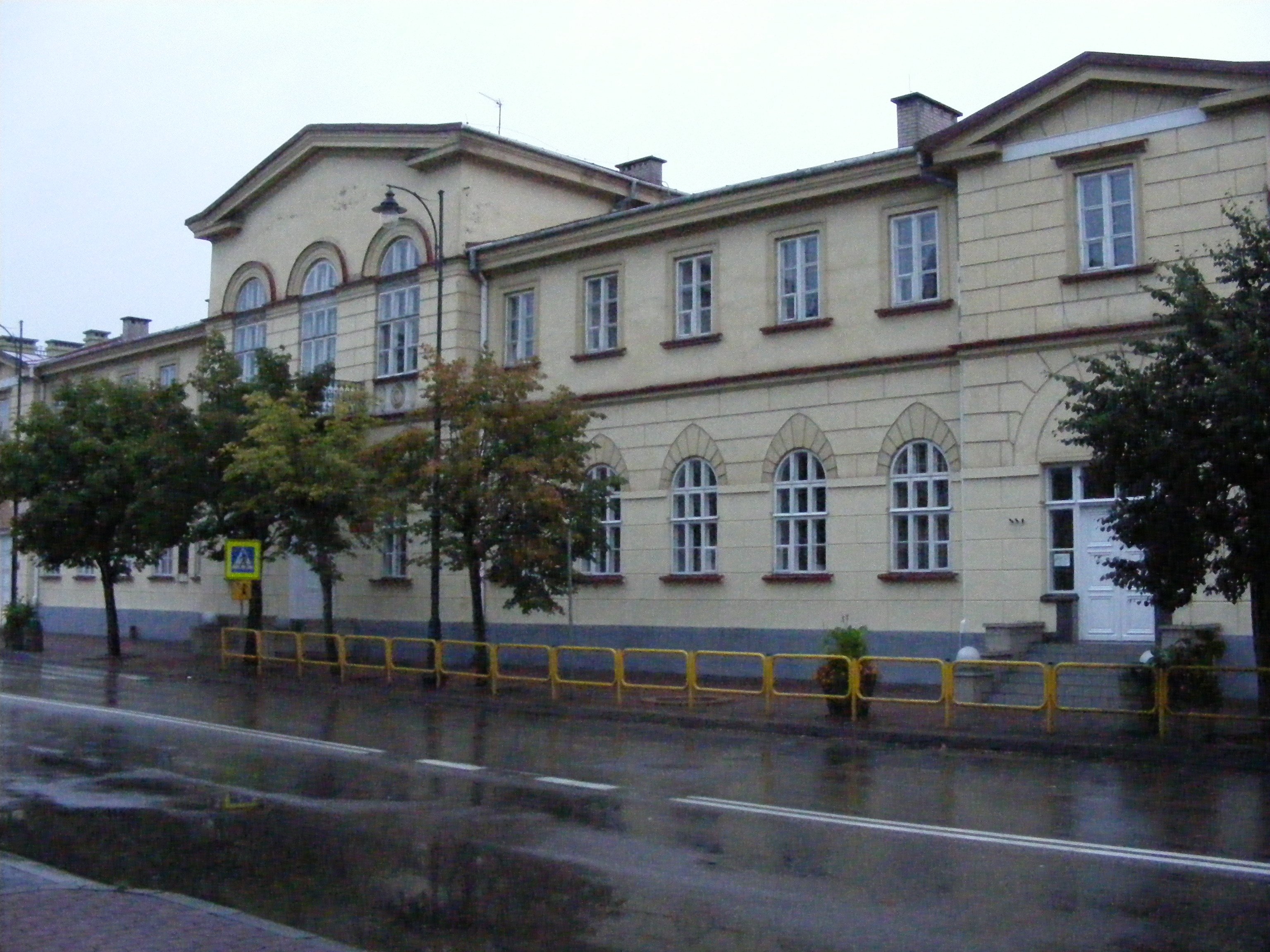
I Liceum Ogólnokształcące im. Marii Konopnickiej

- I Liceum Ogólnokształcące im. Marii Konopnickiej, ul. Mickiewicza 3
- II Liceum Ogólnokształcące im. gen. Zygmunta Podhorskiego, ul. Kościuszki 36/38
- VII Liceum Ogólnokształcące z Oddziałami Dwujęzycznymi, ul. Noniewicza 10
- Prywatne Liceum Ogólnokształcące w Suwałkach, ul. Młynarskiego 2
- Technikum nr 4, ul. Sejneńska 14
- Branżowa Szkoła I Stopnia Specjalna w Specjalnym Ośrodku Szkolno-Wychowawczym nr 1, ul. Wojska Polskiego 9
  - Zespół Szkół nr 1, ul. Noniewicza 83
    - III Liceum Ogólnokształcące im. Alfreda Lityńskiego
    - Szkoła Policealna nr 1
- Zespół Szkół Technicznych, ul. Sejneńska 33
  - Liceum Ogólnokształcące
  - Technikum nr 3
  - Branżowa Szkoła I Stopnia nr 3
  - Ośrodek Dokształcania i Doskonalenia Zawodowego
  - Centrum Kształcenia Praktycznego nr 3
  - Centrum Kształcenia Ustawicznego w Suwałkach
  - Liceum Ogólnokształcące dla Dorosłych w Suwałkach
  - Szkoła Policealna nr 2 w Suwałkach
- Zespół Szkół nr 6 im. Karola Brzostowskiego, ul. Sikorskiego 21
  - Technikum nr 2
  - Branżowa Szkoła I Stopnia nr 2
  - Centrum Kształcenia Praktycznego nr 2
- Zespół Szkół nr 7 im. Wincentego Witosa, ul. Ogrodowa 49
  - Technikum nr 1
  - Branżowa Szkoła I Stopnia nr 1
  - Centrum Kształcenia Praktycznego
- Centrum Kształcenia Ustawicznego, ul. Sejneńska 35
  - Liceum Ogólnokształcące dla Dorosłych
  - Szkoła Policealna nr 2
- Zespół Szkół Sióstr Salezjanek im.Jana Pawła II, ul. Sejneńska 10
  - Liceum Ogólnokształcące
  - Technikum nr 5
- Suwalska Szkoła Biznesu, ul. Kościuszki 47 B

## Szkoły wyższe
Miasto daje możliwość kształcenia na poziomie wyższym, zarówno w szkołach państwowych, jak i niepaństwowych:
- Wyższa Szkoła Służby Społecznej im. ks. Franciszka Blachnickiego w Suwałkach (w likwidacji)
- Wyższa Szkoła Suwalsko-Mazurska im. Papieża Jana Pawła II w Suwałkach
- Państwowa Wyższa Szkoła Zawodowa im. prof. Edwarda F. Szczepanika w Suwałkach
- Politechnika Białostocka, Wydział Mechaniczny, Zamiejscowy Ośrodek Dydaktyczny w Suwałkach
- Uniwersytet Kardynała Stefana Wyszyńskiego w Warszawie Punkt Konsultacyjny w Suwałkach
- Zespół Kolegiów Nauczycielskich w Suwałkach

## Inne placówki oświatowe
- Państwowa szkoła muzyczna I i II stopnia w Suwałkach przy ul. Noniewicza 83
- Młodzieżowy Dom Kultury – działał do 31 października 2012. Po połączeniu z Regionalnym Ośrodkiem Kultury i Sztuki (ROKiS) powstał Suwalski Ośrodek Kultury